# Báo Thế giới Thương mại
Báo Thế giới Thương mại - số cuối tuần của báo Thương mại, nó còn được biết đến là tờ báo miễn phí đầu tiên của Việt Nam được phát hành tháng 6 năm 2006. Báo Thế giới Thương mại cung cấp cho bạn đọc những thông tin chủ yếu về kinh tế, xã hội và giải trí trong nước và quốc tế. Ngoài báo in phát hành sáng thứ bảy hàng tuần, báo còn có trang điện tử: www.baomienphi.vn
Báo Thế giới Thương mại có 16 trang, tất cả các trang đều được in màu, được trình bày đẹp mắt, nội dung phong phú. Báo được phân phối tại các điểm công cộng như nhà hàng, siêu thị, các khu dân cư, các ngã tư đường phố chính...
Ở các nước phát triển như Mỹ, Anh, Pháp, Đức...báo in có phí được bán tại quầy tự động, bên cạnh quầy bán báo có phí thường đặt báo miễn phí để phục vụ những ai có nhu cầu. Ngoài ra báo miễn phí còn được phân phối tại các nhà ga xe lửa, xe điện ngầm, các địa điểm công cộng...
Báo miễn phí được ra đời từ những năm 1940 thế kỷ 19, tuy nhiên người ta cho rằng tờ báo miễn phí đầu tiên ở Mỹ mang tên Colorado Daily, xuất bản tháng 9 năm 1892. Qua các thời kỳ phát triển, đặc biệt từ hơn 10 năm trở lại đây, báo miễn phí phát triển mạnh mẽ. Một trong số đó là tờ Metro phát hành hàng ngày hơn 1 triệu bản và thu hút được hơn 1.7 triệu độc giả mỗi ngày.
Ở Việt Nam, báo Thế giới Thương mại là người tiên phong trong lĩnh vực này. Và mở ra một hướng đi mới cho báo chí Việt Nam trong quá trình hội nhập.